# Sušine
Sušine falu Horvátországban, Eszék-Baranya megyében. Közigazgatásilag Gyurgyenováchoz tartozik.

## Fekvése
Eszéktől légvonalban 47, közúton 58 km-re nyugatra, Nekcsétől légvonalban 6, közúton 8 km-re északra, községközpontjától 1 km-re északkeletre, a Szlavóniai-síkságon, a Bukovik-patak partján fekszik.

## Története
Középkori létezéséről nincs adat, így valószínűleg a török uralom alatt keletkezett Boszniából érkezett pravoszláv vlachok betelepítésével. A felszabadító harcok során elnéptelenedett. 1698-ban lakatlanként „Szusnina” néven szerepel a török uralom alól felszabadított szlavóniai települések kamarai összeírásában. Az első katonai felmérés térképén „Susnine” néven található. Lipszky János 1808-ban Budán kiadott repertóriumában „Sussnye” néven szerepel. Nagy Lajos 1829-ben kiadott művében „Suthine” néven 17 házzal, 5 katolikus és 98 ortodox lakossal találjuk.
A településnek 1857-ben 171, 1910-ben 404 lakosa volt. Verőce vármegye Nekcsei járásához tartozott. Az 1910-es népszámlálás adatai szerint lakosságának 58%-a szerb, 19%-a horvát, 16%-a magyar, 2%-a cseh anyanyelvű volt. Az első világháború után 1918-ban az új szerb-horvát-szlovén állam, majd később (1929-ben) Jugoszlávia része lett. 
1991-ben lakosságának 67%-a horvát, 25%-a szerb, 4%-a jugoszláv nemzetiségű volt. 2011-ben 278 lakosa volt.

## Lakossága
| Lakosság változása | Lakosság változása | Lakosság változása | Lakosság változása | Lakosság változása | Lakosság változása | Lakosság változása | Lakosság változása | Lakosság változása | Lakosság változása | Lakosság változása | Lakosság változása | Lakosság változása | Lakosság változása | Lakosság változása | Lakosság változása |
| ------------------ | ------------------ | ------------------ | ------------------ | ------------------ | ------------------ | ------------------ | ------------------ | ------------------ | ------------------ | ------------------ | ------------------ | ------------------ | ------------------ | ------------------ | ------------------ |
| 1857               | 1869               | 1880               | 1890               | 1900               | 1910               | 1921               | 1931               | 1948               | 1953               | 1961               | 1971               | 1981               | 1991               | 2001               | 2011               |
| 171                | 177                | 173                | 262                | 249                | 404                | 359                | 468                | 362                | 405                | 440                | 476                | 416                | 372                | 374                | 278                |

## Oktatás
A helyi tanulók a gyurgyenováci J. J. Strossmayer elemi iskolába járnak.